# إلى من يهمه الأمر (فلم)
إلي من يهمه الأمر هو فيلم كوميدي مصري من إنتاج سنة 1985، ومن بطولة سمير غانم، نورا، ابو بكر عزت، إخراج عبد الهادي طه، محسن فكري وإنتاج المؤسسة المصرية العامة للسينما.

## ملخص القصة
ينشر البروفيسور إم. إم إعلانًا في الجرائد عن حاجته لشخص سليم الصحة ليجري عليه إحدى تجاربه العلمية مقابل منحه مبلغ نصف مليون جنيه، يفوز حامد ويتمكن من الزواج من عايدة إلا أنه يعاني من مراقبة أعوان البروفيسور لتحركاته وتصرفاته، يضيق الزوجان بذلك، فكل خطوة يتحكم فيها البروفسيور بتعليماته.

## وصلات خارجية
إلي من يهمه الأمر علي موقع قاعدة بيانات الأفلام العربية